# Vera Zvonarjova
| jaar | rang enkelspel | rang dubbelspel |
| ---- | -------------- | --------------- |
| 2000 | 357            | –               |
| 2001 | 371            | 539             |
| 2002 | 45             | 387             |
| 2003 | 13             | 73              |
| 2004 | 11             | 15              |
| 2005 | 42             | 10              |
| 2006 | 24             | 18              |
| 2007 | 23             | 72              |
| 2008 | 7              | 48              |
| 2009 | 9              | 58              |
| 2010 | 2              | 33              |
| 2011 | 7              | 83              |
| 2012 | 98             | 33              |
|      |                |                 |
| 2014 | 251            | 345             |
| 2015 | 182            | 174             |
|      |                |                 |
| 2017 | 204            | –               |
| 2018 | 123            | 56              |
| 2019 | 141            | 71              |
| 2020 | 163            | 40              |
| 2021 | 87             | 53              |
| 2022 | 273            | 31              |
| 2023 | 256            | 9               |

Vera Igorevna Zvonarjova (Russisch: Ве́ра И́горевна Звонарёва, Engelse transliteratie: Zvonareva) (Moskou, 7 september 1984) is een professioneel tennisspeelster uit Rusland. Zvonarjova werd professional in september 2000. In oktober 2010 bereikte zij de tweede plaats van de wereldranglijst.
Vera Zvonarjova werd op zesjarige leeftijd door haar moeder Natalja Bykova (Olympisch hockeyspeelster met een bronzen medaille in 1980) bekendgemaakt met tennis. Zvonarjova is een speelster die graag opereert vanaf de baseline. Zij kan op elke ondergrond uit de voeten. Zij staat bekend als een emotioneel speelster, wat zowel in het voordeel als in het nadeel van haar spel kan uitwerken.
Tot op heden(april 2024) wist Zvonarjova twaalf WTA-enkelspeltoernooien te winnen. Haar beste resultaat op een grandslamtoernooi in het enkelspel zijn twee finaleplaatsen in 2010: eenmaal op Wimbledon, waar zij in twee sets verloor van Serena Williams en andermaal op het US Open, waar zij in twee sets verloor van Kim Clijsters. Zij won achttien titels in het dubbelspel, waaronder drie grandslamtitels: het US Open in 2006 samen met Française Nathalie Dechy, vervolgens het Australian Open in 2012 samen met Russin Svetlana Koeznetsova en voorts het US Open in 2020 aan de zijde van de Duitse Laura Siegemund – tevens won zij met Siegemund het eindejaarstoernooi van 2023. In het gemengd dubbelspel won zij twee keer een grandslamtitel: in 2004 op het US Open met Bob Bryan en in 2006 op Wimbledon met Andy Ram.
In de periode 2003–2011 maakte Zvonarjova deel uit van het Russische Fed Cup-team – zij behaalde daar een winst/verlies-balans van 8–2. Tweemaal gingen zij met de beker naar huis: in 2004 (toen zij in de finale Frankrijk versloegen) en in 2008 (toen zij de Spaanse dames klopten).

## Loopbaan

### 2000–2002
In oktober 2000 maakte Zvonarjova haar debuut in het WTA-circuit. Via een wildcard mocht zij als zestienjarige in haar geboortestad deelnemen aan het Tier I-toernooi van Moskou. Zij bereikte er meteen de tweede ronde, die zij verloor van toenmalig nummer elf van de wereld, Anna Koernikova. In 2001 was Zvonarjova vooral te vinden op het ITF-circuit, waar zij een aantal toernooien speelde. In 2002 kon zij zich voor het eerst aan de wereld tonen door achtereenvolgens de halve finale in Warschau en de vierde ronde op Roland Garros te bereiken. Op deze editie van Roland Garros won zij als kwalificatiespeelster zes wedstrijden – zij moest pas na drie sets haar meerdere erkennen in de latere winnares Serena Williams. In juli 2002 bereikte Zvonarjova haar eerste WTA-finale op het toernooi van Palermo. Zij verloor in drie sets van de Argentijnse Mariana Díaz Oliva. Op het US Open van 2002 bereikte zij de derde ronde, die zij nipt verloor in drie sets tegen Kim Clijsters. Zvonarjova sloot het seizoen 2002 af op de 45e plaats van de wereldranglijst.

### 2003
In 2003 steeg Zvonarjova gestaag op de wereldranglijst door onder andere de kwartfinale te bereiken in de Tier I-toernooien van Indian Wells en Charleston. Hierin verloor zij respectievelijk van Jennifer Capriati en Lindsay Davenport. Haar eerste grote succes van het jaar kwam in april, toen zij de eerste enkelspeltitel van haar loopbaan op haar palmarès mocht schrijven. Zij won het WTA-toernooi van Bol, waar zij in de finale de Spaanse Conchita Martínez Granados versloeg in twee sets. Het daarop volgende Tier I-toernooi in Berlijn kon zij, door in de tweede ronde haar landgenote Anastasija Myskina te verslaan, voor het eerst zegevieren tegen een speelster uit de top tien van de wereldranglijst. Myskina stond op dat moment op de negende plaats op de WTA-ranglijst. Later in het toernooi sneuvelde Zvonarjova in de kwartfinale tegen het nummer vier van de wereld, Justine Henin. Haar beste grandslamprestatie van het jaar leverde Zvonarjova op Roland Garros. Zij ging er pas uit in de kwartfinale tegen Nadja Petrova, nadat zij in de vierde ronde het nummer drie van de wereld en finaliste van de voorgaande editie, Venus Williams, kon verslaan in drie sets. Op Wimbledon nam Venus Williams wraak door Zvonarjova in de vierde ronde te verslaan met zware cijfers: 6-1, 6-2. Zvonarjova sloot het jaar af op de dertiende plaats van de WTA-ranglijst.

### 2004
Zvonarjova startte het seizoen in 2004 behoorlijk door de vierde ronde te bereiken op het Australian Open. Zij verloor er in twee sets van Lindsay Davenport. In februari wist Zvonarjova haar tweede WTA-titel binnen te rijven. Zij was op het WTA-toernooi van Memphis geplaatst als eerste reekshoofd en versloeg in de finale de als tweede geplaatste Lisa Raymond, nadat zij in de halve finale ook al de als derde geplaatste Maria Sjarapova had kunnen kloppen. Nadat zij op Roland Garros door diezelfde Sjarapova werd uitgeschakeld in de derde ronde, bereikte zij op Wimbledon net als het jaar voordien de vierde ronde. Hierin werd zij verslagen door het vijfde reekshoofd Lindsay Davenport in twee sets. Later op het jaar bereikte zij de halve finale op de Tier I-toernooien van San Diego en Montréal. In beide toernooien wist zij in de derde ronde een speelster uit de top tien van de wereldranglijst te kloppen: respectievelijk Svetlana Koeznetsova en Maria Sjarapova. Door deze prestatie kwam Zvonarjova voor het eerst binnen in de top tien van de WTA-ranglijst. In Cincinnati bereikte zij de finale, die zij in twee sets verloor van Lindsay Davenport. Op het US Open verloor Zvonarjova in de vierde ronde van het zesde reekshoofd Jelena Dementjeva. Op datzelfde US Open kon zij aan de zijde van Bob Bryan wel haar eerste grandslamtitel op haar palmarès schrijven, in het gemengd dubbelspel. Het duo versloeg in de finale de Australiërs Alicia Molik en Todd Woodbridge in twee sets. Enkele weken later bereikte Zvonarjova de finale op het Tier II-toernooi van Philadelphia, die zij verloor van Amélie Mauresmo. Zvonarjova mocht voor het eerst ook deelnemen aan het officieuze wereldkampioenschap, de WTA Tour Championships in Los Angeles. Zij verloor hier echter haar drie duels in de groepsfase tegen respectievelijk Maria Sjarapova, Amélie Mauresmo en Svetlana Koeznetsova. Zvonarjova beëindigde het seizoen op de elfde plaats van de wereldranglijst.

### 2005
Zvonarjova's seizoen 2005 startte moeizaam met onder andere een vroege uitschakeling op het Australian Open in de tweede ronde tegen de veel lager geplaatste Vera Doesjevina. Het duurde tot eind februari vooraleer Zvonarjova nog eens verder kwam dan een kwartfinaleplaats. Zij verlengde meteen haar titel in Memphis, nadat zij in de finale de Amerikaanse Meghann Shaughnessy kon verslaan. Voor het overige was een halvefinaleplaats op het WTA-toernooi van Rome tegen Amélie Mauresmo een zeldzaam hoogtepunt in het seizoen van Zvonarjova. In de grandslamtoernooien ging zij er op Roland Garros uit in de derde ronde en op Wimbledon in de tweede ronde – aan het US Open kon zij niet deelnemen als gevolg van een blessure. Door deze blessure was Zvonarjova de laatste maanden van het seizoen niet meer in vorm en verloor zij vaak al in de eerste ronde. Zij gleed dan ook naar beneden op de wereldranglijst en beëindigde het seizoen op de 42e positie. In het dubbelspel behoorde Zvonarjova samen met haar vaste partner Jelena Lichovtseva wel tot de absolute wereldtop. Vandaar dat dit team zich kwalificeerde voor de WTA Tour Championships, waaraan enkel de vier beste dubbelspelduo's van het afgelopen jaar mochten deelnemen. Zij verloren hun eerste wedstrijd in de halve finale tegen Cara Black en Rennae Stubbs.

### 2006

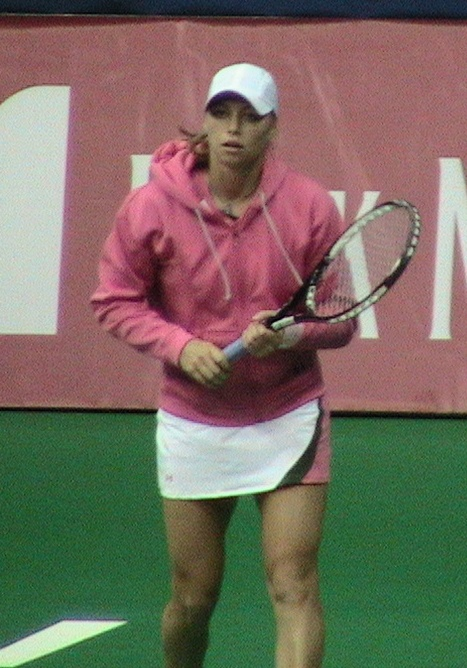
Moskou 2006

In 2006 leek Zvonarjova haar heropstanding te maken door begin januari meteen de finale te bereiken op het toernooi van Auckland. Hier verloor zij in twee sets van Marion Bartoli. Ondanks deze prestatie ging Zvonarjova er meteen in de eerste ronde uit op het eerste grandslamtoernooi van het jaar. Op het Australian Open verloor zij in twee korte sets van Martina Hingis. Ook de daaropvolgende toernooien waren niet succesvol voor Zvonarjova en in mei, na een nieuwe nederlaag in de eerste ronde op Roland Garros, zakte zij zelfs tot buiten de top 70 van de WTA-ranglijst. In juni, tijdens de voorbereiding op Wimbledon, leek Zvonarjova de draad weer op te pikken met de vierde WTA-toernooizege uit haar loopbaan in Birmingham. Zij versloeg er in de finale Jamea Jackson in twee sets. Zij had eerder in dit toernooi ook al Francesca Schiavone, de nummer veertien van de wereld, uitgeschakeld. Toch liep het op Wimbledon al snel fout – in de eerste ronde moest zij tegen het tweede reekshoofd, Kim Clijsters, uitkomen. Zvonarjova verloor deze wedstrijd in twee sets met 7-5 en 6-2. In het gemengd dubbelspeltoernooi van Wimbledon kende zij wel succes door in de finale aan de zijde van haar partner Andy Ram het duo Venus Williams en Bob Bryan te verslaan in twee sets. Op het volgende toernooi waaraan Zvonarjova deelnam, wist zij te imponeren. Zij won in Cincinnati de vijfde titel uit haar carrière. Zij versloeg er onder andere Tatiana Golovin, Jelena Janković en Serena Williams, om daarna in de finale te winnen van Katarina Srebotnik. Zij verloor er geen enkele set en moest in vijf wedstrijden slechts 18 games prijsgeven. Door deze prestatie nestelde Zvonarjova zich terug in de top 40 van de wereldranglijst. Op het US Open moest zij in de derde ronde haar meerdere erkennen in het vierde reekshoofd Jelena Dementjeva. Op datzelfde US Open pakte Zvonarjova haar eerste grandslamtitel in het vrouwendubbelspel. Zij versloeg samen met haar partner Nathalie Dechy in de finale Dinara Safina en Katarina Srebotnik in twee sets. Het was, na de eerdere twee titels in het gemengd dubbelspel, de derde dubbelspelgrandslamtitel in de loopbaan van Zvonarjova. Na het US Open bereikte zij nog enkele kwartfinales en ten slotte een halve finale op het WTA-toernooi van Hasselt. Door deze prestaties steeg Zvonarjova opnieuw naar de top 30 van de ranking en sloot zij het seizoen af op de 24e plaats.

### 2007
Het seizoen 2007 startte goed voor Zvonarjova. Net als in het jaar voordien kon zij de finale bereiken van het WTA-toernooi van Auckland. Deze verloor zij in drie sets van de als eerste geplaatste Jelena Janković. Op het Australian Open kon zij deze keer de vierde ronde bereiken. Zij versloeg er in de derde ronde de hoger geplaatste Ana Ivanović, maar daarna bleek het eerste reekshoofd Maria Sjarapova te sterk in twee sets. Op het WTA-toernooi van Indian Wells kon Zvonarjova voor het eerst in haar loopbaan de nummer een van de wereld kloppen. In de vierde ronde versloeg zij er Maria Sjarapova in drie sets. In de kwartfinale ging Zvonarjova eruit tegen Li Na. In april 2007 blesseerde Zvonarjova zich in de halve finale op het WTA-toernooi van Charleston tegen Dinara Safina. Deze blessure zou haar ook beletten om deel te nemen aan de grandslamtoernooien van Roland Garros en Wimbledon. Zij maakte haar terugkeer op het US Open waar zij in de derde ronde werd uitgeschakeld in twee sets door Serena Williams. Tijdens de overige maanden van het seizoen raakte Zvonarjova niet verder dan de halve finale op de toernooien van Luxemburg en Québec. Haar ranking op het einde van het jaar was één plaatsje hoger dan het jaar voordien, de 23e plek.

### 2008
Zvonarjova bereikte in januari 2008 op het toernooi van Hobart (een voorbereidingstoernooi op het Australian Open) de finale. Hierin moest zij verstek laten gaan tegen de Griekse Eléni Daniilídou. Op het Australian Open ging zij er al uit in de eerste ronde tegen de Japanse Ai Sugiyama nadat zij ook in deze wedstrijd geblesseerd moest opgeven. Het volgende toernooi dat Zvonarjova speelde, bereikte zij opnieuw de finale. Maria Sjarapova hield haar van de eindzege in Doha, door haar te verslaan in drie sets. Nadat zij de kwartfinale op Indian Wells en de halve finale in Miami wist te bereiken, speelde zij opnieuw een finale op het toernooi van Charleston. Zij verloor er in drie sets van Serena Williams, nadat zij eerder in het toernooi met Jelena Janković en Jelena Dementjeva twee speelsters uit de top tien had kunnen verslaan. Door deze prestaties nam Zvonarjova haar plaats in de top 15 van de wereldranglijst opnieuw in. In mei kon Zvonarjova dan toch, na drie verloren finales, haar eerste WTA-toernooi van het jaar winnen in Praag. Zij was er geplaatst als eerste reekshoofd en versloeg in de finale de Wit-Russin Viktoryja Azarenka in twee sets. Op Roland Garros bereikte zij de vierde ronde, die zij verloor van Jelena Dementjeva in drie sets. Op Wimbledon verliep het minder goed en moest Zvonarjova al na de tweede ronde huiswaarts keren door een nederlaag in drie sets tegen de veel lager gerangschikte Thaise Tamarine Tanasugarn. Het hoogtepunt van 2008 voor Zvonarjova kwam er op de Olympische Spelen in Peking. Zij sneuvelde er in de halve finale tegen Jelena Dementjeva, maar zij wist wel het brons te kapen door thuisspeelster Li Na te verslaan in twee sets in de "bronzen finale". Deze prestatie bezorgde haar opnieuw een plaats in de top tien van de WTA-ranglijst. Op het US Open ging Zvonarjova er opnieuw vroegtijdig uit. Zij werd in de tweede ronde verslagen door de Oekraïense Tetjana Perebyjnis in twee sets. In september behaalde zij haar tweede titel van het seizoen op het WTA-toernooi van Guangzhou. Zij versloeg er in de finale Peng Shuai in drie sets. Een maand later bereikte zij opnieuw de finale op het toernooi gespeeld in haar geboortestad Moskou. Zij verloor deze in twee sets tegen het nummer een van de wereld Jelena Janković, maar zij had eerder (in de halve finale) wel 's werelds nummer drie Dinara Safina weten te verslaan. Eind oktober bereikte Zvonarjova opnieuw een finale. Deze keer verloor zij op het WTA-toernooi van Linz in twee korte sets van Ana Ivanović. Doordat Maria Sjarapova verstek moest laten gaan, mocht Zvonarjova, op dat moment nummer negen op de wereldranglijst, deelnemen aan de WTA Tour Championships. Zij won meteen haar eerste groepswedstrijd tegen het nummer een van de wereld Jelena Janković. Het was de tweede keer in haar loopbaan dat Zvonarjova kon zegevieren tegen het nummer een van de WTA-ranglijst. Ook haar overige twee groepswedstrijden wist Zvonarjova winnend af te sluiten tegen Svetlana Koeznetsova en Ana Ivanović. In de halve finale versloeg zij Jelena Dementjeva in drie sets. In de finale moest zij haar meerdere erkennen in Venus Williams, met een nederlaag in drie sets. Door deze uitstekende prestatie op het eindejaarskampioenschap wist Zvonarjova het seizoen af te sluiten met een zevende positie op de WTA-ranglijst, haar hoogste positie tot dan toe.

### 2009

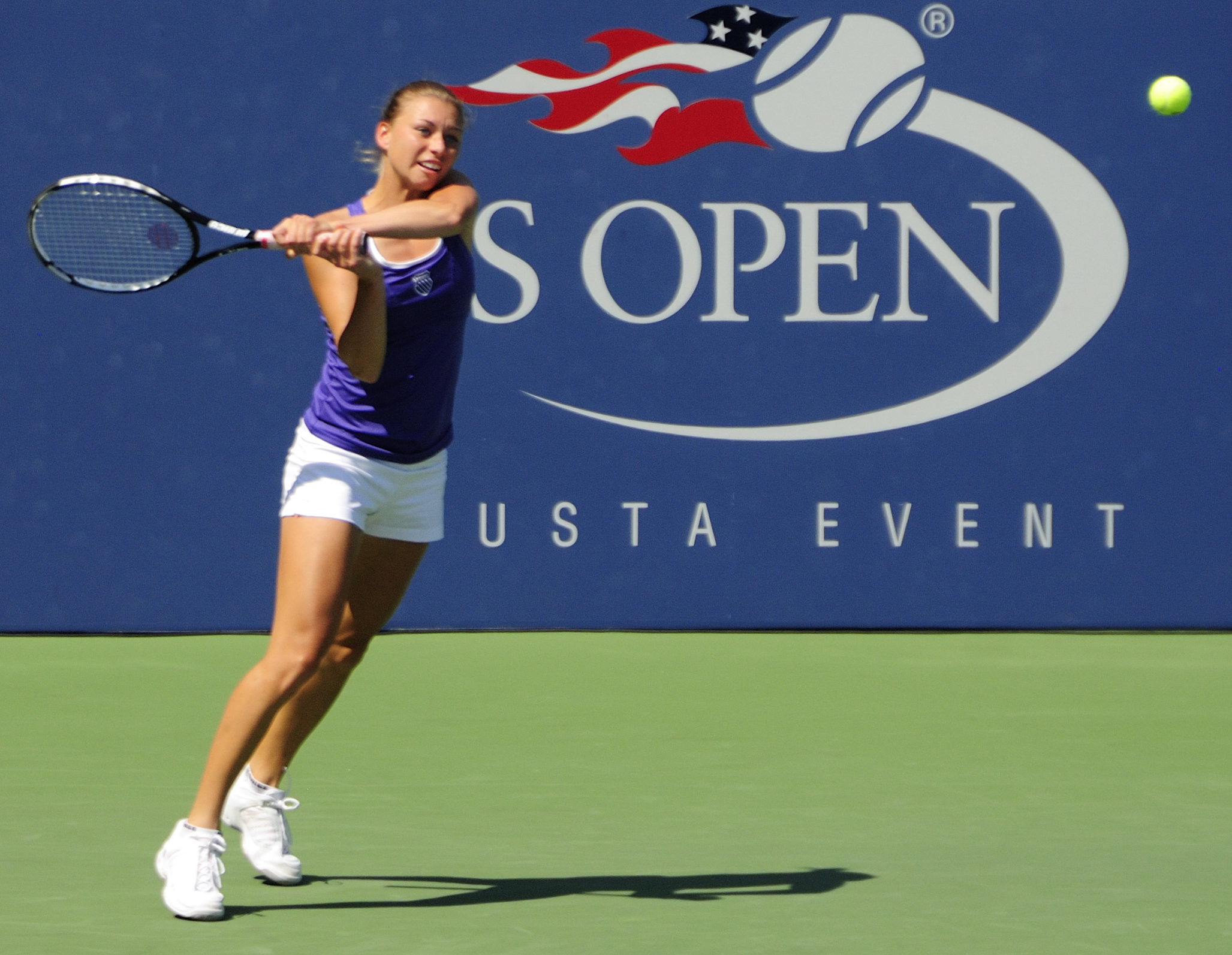
Vera Zvonarjova op het US Open in 2009

In 2009 kwam Zvonarjova voor het eerst in actie op het Australian Open. Zij presteerde er uitstekend door er de halve finale te bereiken, die zij verloor in twee sets tegen het nummer drie van de wereld, Dinara Safina. Het was haar beste grandslamprestatie tot dan toe en het leverde haar een plaats in de top vijf van de wereldranglijst op. Het daaropvolgende toernooi waarin Zvonarjova aantrad, wist zij ook te winnen. Zij versloeg in de finale van het WTA-toernooi van Pattaya Sania Mirza in twee sets. Haar beste prestatie van het jaar leverde zij op het toernooi van Indian Wells. Dit toernooi valt onder de categorie Premier Mandatory en is daarmee een van de toptoernooien van het WTA-circuit. Zvonarjova won er door in de finale het nummer zeven van de wereld, Ana Ivanović, te verslaan in twee sets. In april raakte Zvonarjova opnieuw geblesseerd op het WTA-toernooi van Charleston in een wedstrijd in de derde ronde tegen Virginie Razzano. Deze blessure bracht met zich mee dat zij niet kon deelnemen aan Roland Garros. Op Wimbledon kwam Zvonarjova wel in actie, maar moest zij wederom geblesseerd verstek laten gaan in haar derderondepartij tegen opnieuw Virginie Razzano. Op het US Open bereikte Zvonarjova de vierde ronde, die zij in drie sets verloor van Flavia Pennetta. De rest van het seizoen presteerde Zvonarjova wisselvallig – zij wist haar positie binnen de top tien van de wereldranglijst echter wel te behouden. Dit was evenwel net niet genoeg om zich rechtstreeks te plaatsen voor de WTA Tour Championships, waar zij het jaar voordien nog de finale bereikte. Toch kwam Zvonarjova er voor één wedstrijd in actie toen zij de geblesseerde Dinara Safina moest vervangen. Zij verloor deze wedstrijd tegen Caroline Wozniacki en moest daarna zelf verstek laten gaan voor de derde groepswedstrijd. Zvonarjova sloot het seizoen af op een negende positie op de wereldranglijst.

### 2010
Het jaar startte slecht voor Zvonarjova toen zij op haar eerste toernooi, in Sydney, meteen tijdens haar eersterondewedstrijd moest opgeven tegen Jelena Vesnina. Zvonarjova raakte toch klaar voor het Australian Open en bereikte er de vierde ronde. Deze verloor zij tegen de als zevende geplaatste Viktoryja Azarenka in drie sets. Aangezien Zvonarjova een halvefinaleplaats had te verdedigen in Australië, zakte zij weer weg uit de top tien van de WTA-ranglijst. In haar daaropvolgende toernooi wist Zvonarjova met succes haar titel in Pattaya te verdedigen. Zij versloeg in de finale Tamarine Tanasugarn in twee sets. Op het toernooi van Indian Wells had Zvonarjova een pak punten te verdedigen na haar toernooizege in de vorige editie. Zij ging er echter uit in de vierde ronde tegen Samantha Stosur. Hierdoor zakte Zvonarjova tot buiten de top 20 van de wereldranglijst. Door in april de finale te bereiken op het toernooi van Charleston (hoewel zij die verloor van Samantha Stosur) kon Zvonarjova haar plaats in de top 20 opnieuw innemen. Op Roland Garros ging Zvonarjova er vroeg uit. Zij verloor in de tweede ronde tegen de veel lager geklasseerde Anastasia Rodionova. Het grasseizoen zou echter veel goedmaken voor Zvonarjova. Zij verloor wel in de eerste ronde van het toernooi van Eastbourne tegen de Spaanse María José Martínez Sánchez in drie sets, maar op Wimbledon zette Zvonarjova de beste grandslamprestatie uit haar loopbaan neer. Zij bereikte er de finale, die zij in twee sets verloor van Serena Williams. Eerder in het toernooi had zij Kim Clijsters kunnen uitschakelen in drie sets. Door haar finaleplaats eiste Zvonareva haar positie bij de beste tien speelsters ter wereld weer op. Ook in het dubbelspel bereikte zij aan de zijde van Jelena Vesnina de finale, die zij verloor van Vania King en Jaroslava Sjvedova. In augustus bereikte Zvonarjova ook de finale van het toernooi van Montréal. Weer kon zij in de kwartfinale Kim Clijsters, op dat moment het nummer vier van de wereld, verslaan. In de finale moest zij in twee sets haar meerdere erkennen in het nummer twee van de wereld, Caroline Wozniacki. Op het US Open bereikte Zvonarjova haar tweede grandslamfinale van het jaar. Zij werd er in twee korte sets verslagen door Kim Clijsters. Door deze prestatie klom Zvonarjova naar haar hoogste positie tot dan toe op de wereldranglijst, een vierde plaats. In oktober bereikte zij de finale van het Mandatory-toernooi van Peking. Zij verloor er in drie sets van Caroline Wozniacki, die tijdens dit toernooi de eerste plaats op de wereldranglijst wist te veroveren. Door deze finaleplaats bereikte Zvonarjova voor het eerst de derde plaats op de WTA-ranglijst. Zvonarjova plaatste zich voor de WTA Tour Championships in Doha en won er haar drie groepswedstrijden tegen Jelena Janković, Viktoryja Azarenka en Kim Clijsters. In de halve finale moest zij haar meerdere erkennen in het nummer een van de wereld, Caroline Wozniacki. Het uitstekende seizoen van Zvonarjova leverde haar een tweede positie op de wereldranglijst op, de hoogste plek die zij ooit zou bereiken.

### 2011

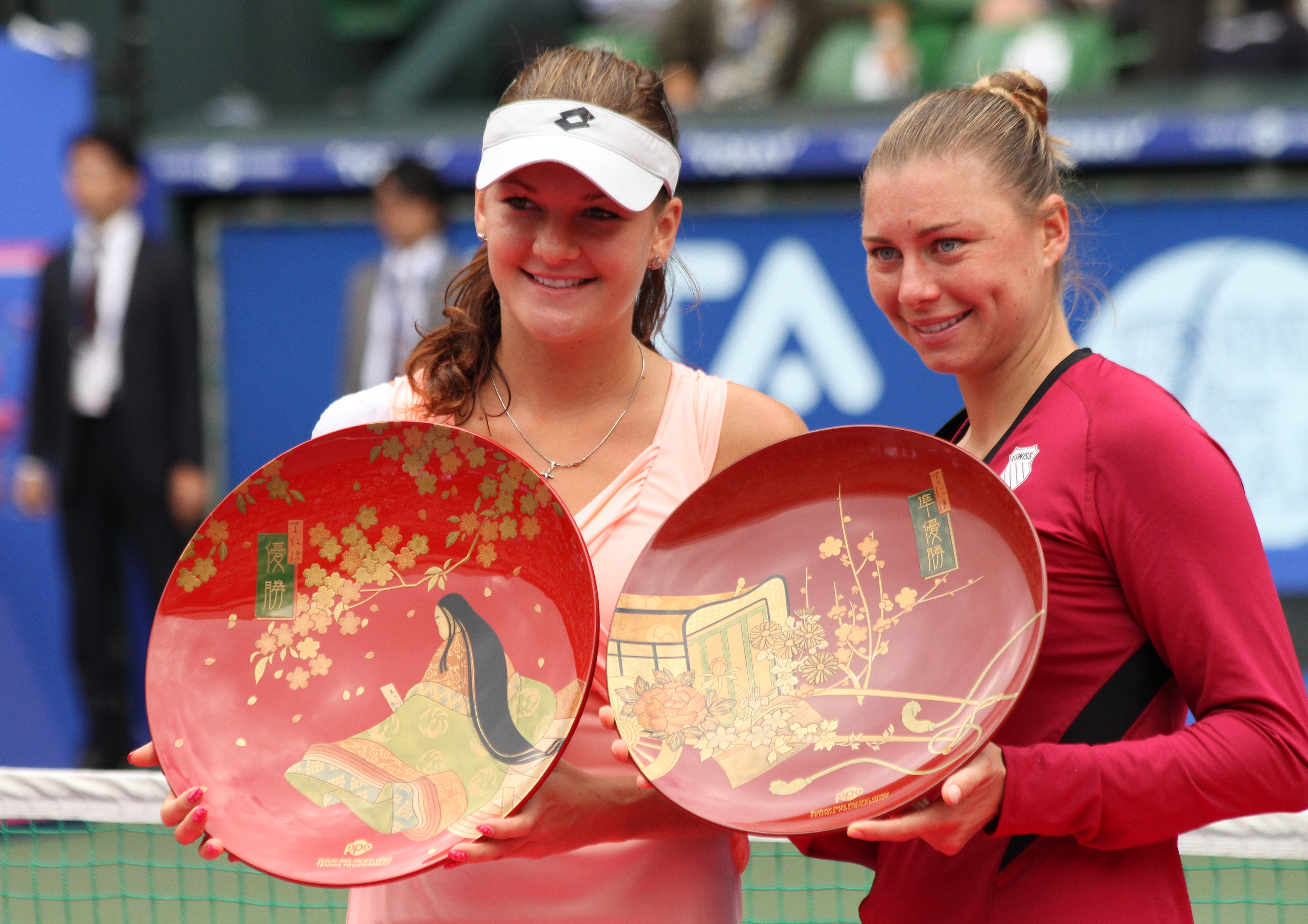
Zvonarjova (re) na haar finale in Tokio 2011, die zij verloor van Agnieszka Radwańska (li).

Zvonarjova startte matig aan het seizoen. Zij verloor meteen van Flavia Pennetta in twee sets tijdens het WTA-toernooi van Sydney. Op het Australian Open ging het wel goed met Zvonarjova. Zij evenaarde haar beste resultaat op dit toernooi en stootte door tot de halve finale. Hierin verloor zij in twee sets tegen het nummer drie van de wereld en de latere winnares, Kim Clijsters. In februari speelde Zvonarjova een uitstekend toernooi in Doha – nadat zij in de halve finale reeds de als vijfde geplaatste Jelena Janković had uitgeschakeld, kon zij in de finale afrekenen met Caroline Wozniacki, op dat moment de nummer een van de wereldranglijst. In maart, op het grote toernooi van Miami, bereikte zij de halve finale, waarin zij haar meerdere moest erkennen in Viktoryja Azarenka (WTA-8). Na een halvefinaleplaats in Brussel kwam zij op Roland Garros niet verder dan de vierde ronde. Een maand later op Wimbledon was de derde ronde haar eindstation. In juli wist Zvonarjova op het toernooi van Bakoe haar dozijn WTA-titels vol te maken – in de finale versloeg zij Ksenija Pervak. Daarna bereikte zij nog tweemaal een WTA-finale: eenmaal in Carlsbad en nogmaals in Tokio – in beide gevallen moest zij haar meerdere erkennen in Agnieszka Radwańska (WTA-13). Daartussendoor bereikte zij op het US Open de kwartfinale. Met haar rang van 6 mocht Zvonarjova nog meedoen met de WTA Tour Championships – tijdens de groepswedstrijden wist zij Caroline Wozniacki (WTA-1) te kloppen, maar in de halve finale moest zij de duimen leggen voor Viktoryja Azarenka (WTA-4). Zvonarjova eindigde dit seizoen op de zevende plek van de wereldranglijst.

### 2012
Hoewel Zvonarjova in Sydney in de eerste ronde verloor van haar landgenote Svetlana Koeznetsova, speelden zij samen op het Australian Open – vanuit een ongeplaatste positie wisten zij niet alleen de finale te bereiken, zij zegevierden daar over het sterke Italiaanse koppel Sara Errani en Roberta Vinci. Daarna nam zij nog eenmaal deel aan een grandslamtoernooi: op Wimbledon moest zij in de derde ronde tegen Kim Clijsters de strijd opgeven wegens ademhalingproblemen. Met haar deelname aan de Olympische spelen in Londen, waar zij in de derde ronde niet voorbij latere winnares Serena Williams wist te komen, beëindigde zij het seizoen voortijdig. Wegens een schouderoperatie speelde Zvonarjova anderhalf jaar niet.

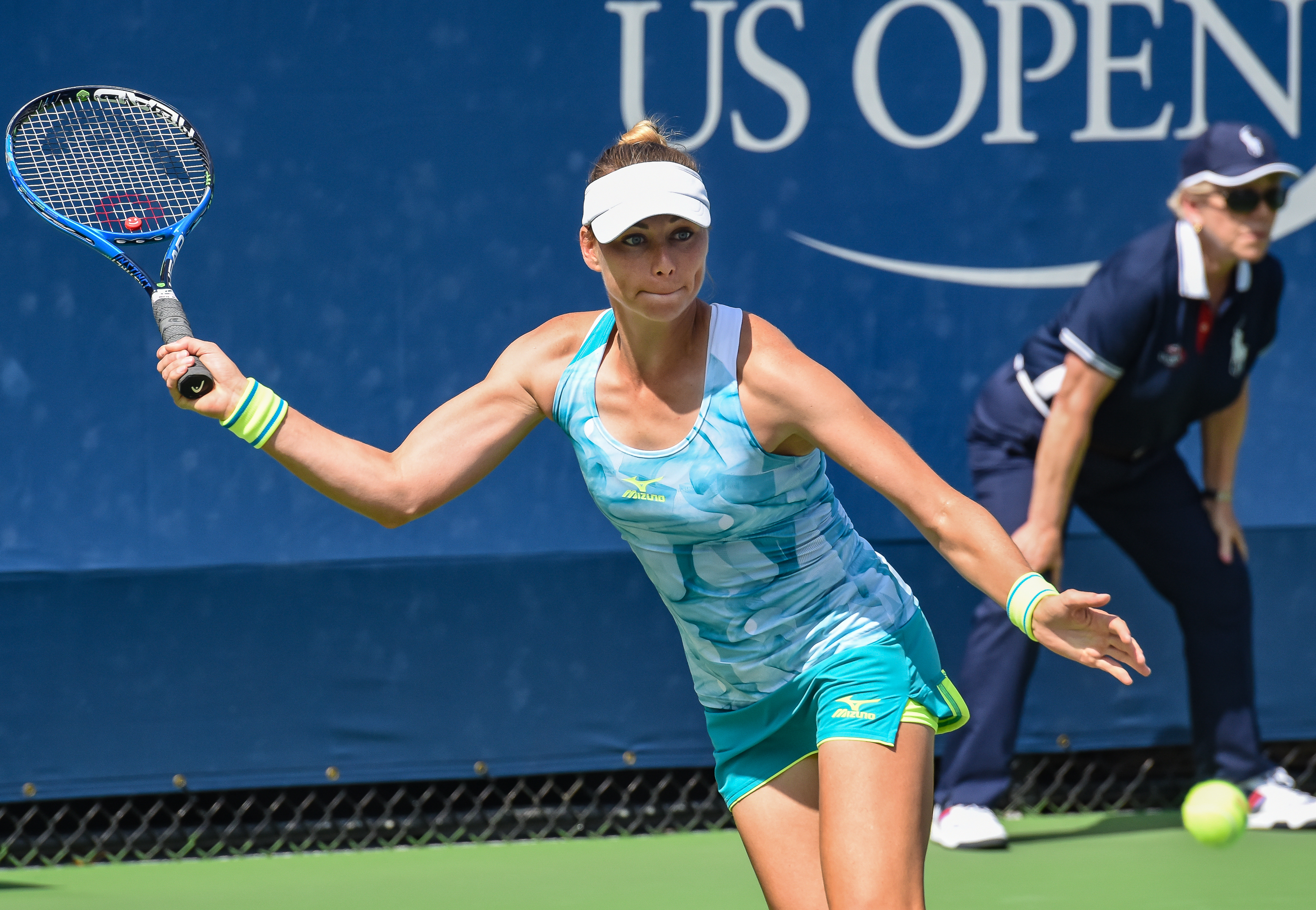
Zvonarjova tijdens het kwalificatietoernooi voor het US Open 2017

### 2014en verder
In januari 2014 hervatte Zvonarjova haar toernooideelname. Op Wimbledon bereikte zij de derde ronde. De rest van het jaar speelde zij niet. In het eerste kwartaal van 2015 nam zij deel aan een negental toernooien.
Van april 2015 tot april 2017 speelde zij weer twee jaar niet. In die periode trouwde zij en werd zij moeder.
Zvonarjova hervatte haar spel op het ITF-circuit, en won in juli 2017 het enkelspeltoernooi van Sharm-el-Sheikh. Op de WTA-tour wist zij in september 2017, zes jaar na de vorige, weer een finaleplaats te bereiken, op het Challenger-toernooi van Dalian – in de eindstrijd moest zij haar meerdere erkennen in de 23-jarige Oekraïense Kateryna Kozlova; Zvonarjova was inmiddels zelf 33 jaar oud. In januari 2018 won zij terug een dubbelspeltitel (zes jaar na de vorige) in Sint-Petersburg, samen met de Zwitserse Timea Bacsinszky, een half jaar later gevolgd door de dubbelspeltitel op de Moscow River Cup, aan de zijde van landgenote Anastasija Potapova. In 2019 veroverde Zvonarjova haar negende dubbelspeltitel in Boedapest, samen met landgenote Jekaterina Aleksandrova. De tiende dubbelspeltitel (derde grandslamtitel) won zij op het US Open 2020, met Laura Siegemund aan haar zijde. De elfde kwam in 2021 in Limoges, geflankeerd door de Roemeense Monica Niculescu. Haar twaalfde titel won zij in maart 2022 op het WTA-toernooi van Lyon en vier weken later de dertiende in Miami, beide terug met Siegemund.
In mei 2023 won zij het WTA 125-toernooi van Parijs Clarins, geflankeerd door de Kazachse Anna Danilina, en in augustus het WTA 500-toernooi van Washington, terug met Laura Siegemund. In september won zij haar zestiende titel op het WTA 250-toernooi van Ningbo, en in oktober de zeventiende in Nanchang, beide weer met de Duitse aan haar zijde. In november wist Zvonarjova, inmiddels 39 jaar oud, met de 35-jarige Siegemund het eindejaarstoernooi op haar naam te schrijven. In december won zij, samen met de Hongaarse Tímea Babos het $ 100k-ITF-toernooi van Dubai (VAE) – daardoor steeg zij in januari 2024 naar een nieuwe hoogte op de wereldranglijst van het dubbelspel: de 8e plaats. Haar vorige hoogste plek (de 9e) dateerde nog uit augustus 2005. In februari klom zij verder naar de zevende plek.

## Palmares
| Legenda                | Legenda                  |
| ---------------------- | ------------------------ |
| Grandslamtoernooi      |                          |
| Olympische Spelen      |                          |
| Year-End Championships |                          |
| tot 2009               | 2009 – 2020 / vanaf 2021 |
| Tier I                 | Premier Mandatory        |
| Tier II                | Premier Five / WTA 1000  |
| Tier III               | Premier / WTA 500        |
| Tier IV & V            | International / WTA 250  |
|                        | Challenger / WTA 125     |

### Overwinningen op een regerend nummer 1
Vera Zvonarjova heeft tot op heden viermaal een partij tegen een op dat ogenblik heersend leider van de wereldranglijst gewonnen (peildatum 17 oktober 2017):
| nr. | datum       | toernooi          | ronde        | tegenstandster     | score         |         |
| --- | ----------- | ----------------- | ------------ | ------------------ | ------------- | ------- |
| 1.  | 2007-03-14? | WTA Indian Wells  | vierde ronde | Maria Sjarapova    | 4-6, 7-5, 6-1 | details |
| 2.  | 2008-11-07  | WTA Championships | groepsfase   | Jelena Janković    | 2-6, 6-3, 6-4 | details |
| 3.  | 2011-02-26  | WTA Doha          | finale       | Caroline Wozniacki | 6-4, 6-4      | details |
| 4.  | 2011-10-26  | WTA Championships | groepsfase   | Caroline Wozniacki | 6-2, 4-6, 6-3 | details |

### WTA-finaleplaatsen enkelspel
| nr.              | finale     | toernooi          | ondergrond    | tegenstandster             | score         |         |
| ---------------- | ---------- | ----------------- | ------------- | -------------------------- | ------------- | ------- |
| gewonnen finales |            |                   |               |                            |               |         |
| 01.              | 2003-05-04 | WTA Bol           | gravel        | Conchita Martínez Granados | 6-1, 6-3      | details |
| 02.              | 2004-02-21 | WTA Memphis       | hardcourt (i) | Lisa Raymond               | 4-6, 6-4, 7-5 | details |
| 03.              | 2005-02-19 | WTA Memphis       | hardcourt (i) | Meghann Shaughnessy        | 7-6, 6-2      | details |
| 04.              | 2006-06-18 | WTA Birmingham    | gras          | Jamea Jackson              | 7-6, 7-6      | details |
| 05.              | 2006-07-23 | WTA Cincinnati    | hardcourt     | Katarina Srebotnik         | 6-2, 6-4      | details |
| 06.              | 2008-05-04 | WTA Praag         | gravel        | Viktoryja Azarenka         | 7-6, 6-2      | details |
| 07.              | 2008-09-21 | WTA Guangzhou     | hardcourt     | Peng Shuai                 | 6-7, 6-0, 6-2 | details |
| 08.              | 2009-02-15 | WTA Pattaya       | hardcourt     | Sania Mirza                | 7-5, 6-1      | details |
| 09.              | 2009-03-22 | WTA Indian Wells  | hardcourt     | Ana Ivanović               | 7-6, 6-2      | details |
| 10.              | 2010-02-14 | WTA Pattaya       | hardcourt     | Tamarine Tanasugarn        | 6-4, 6-4      | details |
| 11.              | 2011-02-26 | WTA Doha          | hardcourt     | Caroline Wozniacki         | 6-4, 6-4      | details |
| 12.              | 2011-07-24 | WTA Bakoe         | hardcourt     | Ksenija Pervak             | 6-1, 6-4      | details |
| verloren finales |            |                   |               |                            |               |         |
| 01.              | 2002-07-14 | WTA Palermo       | gravel        | Mariana Díaz Oliva         | 7-6, 1-6, 3-6 | details |
| 02.              | 2004-08-22 | WTA Cincinnati    | hardcourt     | Lindsay Davenport          | 3-6, 2-6      | details |
| 03.              | 2004-11-07 | WTA Philadelphia  | hardcourt (i) | Amélie Mauresmo            | 6-3, 2-6, 2-6 | details |
| 04.              | 2006-01-07 | WTA Auckland      | hardcourt     | Marion Bartoli             | 2-6, 2-6      | details |
| 05.              | 2007-01-06 | WTA Auckland      | hardcourt     | Jelena Janković            | 6-7, 7-5, 3-6 | details |
| 06.              | 2008-01-11 | WTA Hobart        | hardcourt     | Eléni Daniilídou           | forfait       | details |
| 07.              | 2008-02-24 | WTA Doha          | hardcourt     | Maria Sjarapova            | 1-6, 6-2, 0-6 | details |
| 08.              | 2008-04-20 | WTA Charleston    | gravel        | Serena Williams            | 4-6, 6-3, 3-6 | details |
| 09.              | 2008-10-12 | WTA Moskou        | hardcourt (i) | Jelena Janković            | 2-6, 4-6      | details |
| 10.              | 2008-10-26 | WTA Linz          | hardcourt (i) | Ana Ivanović               | 2-6, 1-6      | details |
| 11.              | 2008-11-09 | WTA Championships | hardcourt     | Venus Williams             | 7-6, 0-6, 2-6 | details |
| 12.              | 2010-04-18 | WTA Charleston    | gravel        | Samantha Stosur            | 0-6, 3-6      | details |
| 13.              | 2010-07-03 | Wimbledon         | gras          | Serena Williams            | 3-6, 2-6      | details |
| 14.              | 2010-08-23 | WTA Montréal      | hardcourt     | Caroline Wozniacki         | 3-6, 2-6      | details |
| 15.              | 2010-09-12 | US Open           | hardcourt     | Kim Clijsters              | 2-6, 1-6      | details |
| 16.              | 2010-10-11 | WTA Peking        | hardcourt     | Caroline Wozniacki         | 3-6, 6-3, 3-6 | details |
| 17.              | 2011-08-07 | WTA Carlsbad      | hardcourt     | Agnieszka Radwańska        | 3-6, 4-6      | details |
| 18.              | 2011-10-01 | WTA Tokio         | hardcourt     | Agnieszka Radwańska        | 3-6, 2-6      | details |
|                  |            |                   |               |                            |               |         |
| 19.              | 2017-09-10 | WTA Dalian        | hardcourt     | Kateryna Kozlova           | 4-6, 2-6      | details |

### WTA-finaleplaatsen vrouwendubbelspel
| nr.              | finale     | toernooi            | ondergrond    | partner                 | tegenstandsters                          | score             |         |
| ---------------- | ---------- | ------------------- | ------------- | ----------------------- | ---------------------------------------- | ----------------- | ------- |
| gewonnen finales |            |                     |               |                         |                                          |                   |         |
| 01.              | 2004-10-17 | WTA Moskou          | tapijt (i)    | Anastasija Myskina      | Virginia Ruano Pascual Paola Suárez      | 6-3, 4-6, 6-2     | details |
| 02.              | 2005-05-08 | WTA Berlijn         | gravel        | Jelena Lichovtseva      | Cara Black Liezel Huber                  | 4-6, 6-4, 6-3     | details |
| 03.              | 2006-01-07 | WTA Auckland        | hardcourt     | Jelena Lichovtseva      | Émilie Loit Barbora Strýcová             | 6-3, 6-4          | details |
| 04.              | 2006-09-10 | US Open             | hardcourt     | Nathalie Dechy          | Dinara Safina Katarina Srebotnik         | 7-6, 7-5          | details |
| 05.              | 2009-03-21 | WTA Indian Wells    | hardcourt     | Viktoryja Azarenka      | Gisela Dulko Shahar Peer                 | 6-4, 3-6, [10-5]  | details |
| 06.              | 2012-01-27 | Australian Open     | hardcourt     | Svetlana Koeznetsova    | Sara Errani Roberta Vinci                | 5-7, 6-4, 6-3     | details |
|                  |            |                     |               |                         |                                          |                   |         |
| 07.              | 2018-02-04 | WTA Sint-Petersburg | hardcourt (i) | Timea Bacsinszky        | Alla Koedrjavtseva Katarina Srebotnik    | 2-6, 6-1, [10-3]  | details |
| 08.              | 2018-07-29 | WTA Moskou          | gravel        | Anastasija Potapova     | Aleksandra Panova Galina Voskobojeva     | 6-0, 6-3          | details |
| 09.              | 2019-02-24 | WTA Boedapest       | hardcourt (i) | Jekaterina Aleksandrova | Fanny Stollár Heather Watson             | 6-4, 4-6, [10-7]  | details |
| 10.              | 2020-09-11 | US Open             | hardcourt     | Laura Siegemund         | Nicole Melichar Xu Yifan                 | 6-4, 6-4          | details |
| 11.              | 2021-12-19 | WTA Limoges         | hardcourt (i) | Monica Niculescu        | Estelle Cascino Jessika Ponchet          | 6-4, 6-4          | details |
| 12.              | 2022-03-06 | WTA Lyon            | hardcourt (i) | Laura Siegemund         | Alicia Barnett Olivia Nicholls           | 7-5, 6-1          | details |
| 13.              | 2022-04-03 | WTA Miami           | hardcourt     | Laura Siegemund         | Veronika Koedermetova Elise Mertens      | 7-6, 7-5          | details |
| 14.              | 2023-05-20 | WTA Parijs Clarins  | gravel        | Anna Danilina           | Nadija Kitsjenok Alycia Parks            | 5-7, 7-6, [14-12] | details |
| 15.              | 2023-08-06 | WTA Washington      | hardcourt     | Laura Siegemund         | Alexa Guarachi Monica Niculescu          | 6-4, 6-4          | details |
| 16.              | 2023-09-30 | WTA Ningbo          | hardcourt     | Laura Siegemund         | Guo Hanyu Jiang Xinyu                    | 4-6, 6-3, [10-5]  | details |
| 17.              | 2023-10-22 | WTA Nanchang        | hardcourt     | Laura Siegemund         | Eri Hozumi Makoto Ninomiya               | 6-4, 6-2          | details |
| 18.              | 2023-11-06 | WTA Finals          | hardcourt     | Laura Siegemund         | Nicole Melichar-Martinez Ellen Perez     | 6-4, 6-4          | details |
| verloren finales |            |                     |               |                         |                                          |                   |         |
| 01.              | 2003-10-05 | WTA Moskou          | tapijt (i)    | Anastasija Myskina      | Nadja Petrova Meghann Shaughnessy        | 3-6, 4-6          | details |
| 02.              | 2004-02-21 | WTA Memphis         | hardcourt (i) | Maria Sjarapova         | Åsa Svensson Meilen Tu                   | 4-6, 6-7          | details |
| 03.              | 2005-06-18 | WTA Eastbourne      | gras          | Jelena Lichovtseva      | Lisa Raymond Rennae Stubbs               | 3-6, 5-7          | details |
| 04.              | 2005-07-31 | WTA Stanford        | hardcourt     | Jelena Lichovtseva      | Cara Black Rennae Stubbs                 | 3-6, 5-7          | details |
| 05.              | 2008-07-20 | WTA Stanford        | hardcourt     | Jelena Vesnina          | Cara Black Liezel Huber                  | 4-6, 3-6          | details |
| 06.              | 2010-07-03 | Wimbledon           | gras          | Jelena Vesnina          | Vania King Jaroslava Sjvedova            | 6-7, 2-6          | details |
|                  |            |                     |               |                         |                                          |                   |         |
| 07.              | 2018-11-11 | WTA Limoges         | tapijt (i)    | Timea Bacsinszky        | Veronika Koedermetova Galina Voskobojeva | 5-7, 4-6          | details |
| 08.              | 2021-12-12 | WTA Angers          | hardcourt (i) | Monica Niculescu        | Tereza Mihalíková Greet Minnen           | 6-4, 1-6, [8-10]  | details |
| 09.              | 2023-09-10 | US Open             | hardcourt     | Laura Siegemund         | Gabriela Dabrowski Erin Routliffe        | 6-7, 3-6          | details |
| 10.              | 2024-03-30 | WTA Antalya         | gravel        | Tímea Babos             | Angelica Moratelli Camilla Rosatello     | 3-6, 6-3, [13-15] | details |

### Finaleplaatsen gemengd dubbelspel
| nr.              | finale     | toernooi  | ondergrond | partner   | tegenstanders                | score    |         |
| ---------------- | ---------- | --------- | ---------- | --------- | ---------------------------- | -------- | ------- |
| gewonnen finales |            |           |            |           |                              |          |         |
| 1.               | 2004-09-12 | US Open   | hardcourt  | Bob Bryan | Alicia Molik Todd Woodbridge | 6-3, 6-4 | details |
| 2.               | 2006-07-09 | Wimbledon | gras       | Andy Ram  | Venus Williams Bob Bryan     | 6-3, 6-2 | details |
| verloren finales |            |           |            |           |                              |          |         |
| geen             |            |           |            |           |                              |          |         |

### Gewonnen ITF-toernooien enkelspel
| nr. | finale     | toernooi        | ondergrond | dotatie  | tegenstandster in finale | score         |
| --- | ---------- | --------------- | ---------- | -------- | ------------------------ | ------------- |
| 1.  | 2000-09-24 | Moskou          | tapijt     | $ 10.000 | Maria Goloviznina        | 6-4, 6-2      |
| 2.  | 2002-04-14 | Naples          | gravel     | $ 50.000 | Maureen Drake            | 6-1, 6-3      |
|     |            |                 |            |          |                          |               |
| 3.  | 2017-07-09 | Sharm-el-Sheikh | hardcourt  | $ 15.000 | Tereza Mihalíková        | 1-6, 7-6, 7-5 |

## Resultaten grandslamtoernooien
| Legenda | Legenda                          |
| ------- | -------------------------------- |
| g.t.    | geen toernooi gehouden           |
| l.c.    | lagere categorie                 |
| –       | niet deelgenomen                 |
| G       | uitgeschakeld in de groepsfase   |
| 1R      | uitgeschakeld in de eerste ronde |
| 2R      | uitgeschakeld in de tweede ronde |
| 3R      | uitgeschakeld in de derde ronde  |
| 4R      | uitgeschakeld in de vierde ronde |
| KF      | uitgeschakeld in de kwartfinale  |
| HF      | uitgeschakeld in de halve finale |
| F       | de finale verloren               |
| W       | het toernooi gewonnen            |
| w-v     | winst/verlies-balans             |

### Enkelspel
| Australian Open | –  | 1R | 4R | 2R | 1R | 4R | 1R | HF | 4R | HF | 3R | 1R | 2R | –  | –  | –    | 1R | 1R | –  |
| Roland Garros   | 4R | KF | 3R | 3R | 1R | –  | 4R | –  | 2R | 4R | –  | –  | –  | –  | 1R | –    | –  | –  | –  |
| Wimbledon       | 2R | 4R | 4R | 2R | 1R | –  | 2R | 3R | F  | 3R | 3R | 3R | –  | 1R | –  | g.t. | 2R | –  | –  |
| US Open         | 3R | 3R | 4R | –  | 3R | 3R | 2R | 4R | F  | KF | –  | –  | –  | 2R | –  | 1R   | 1R | –  | 1R |

### Vrouwendubbelspel
| Australian Open | 1R | HF | KF | 3R | –  | 3R | –  | 2R | W | 1R | –  | 1R | –    | 3R | 3R | –  |
| Roland Garros   | 3R | 3R | KF | –  | 2R | –  | 2R | 2R | – | –  | –  | 2R | 2R   | 1R | –  | 1R |
| Wimbledon       | 2R | KF | 2R | –  | 2R | 1R | F  | –  | – | 1R | 2R | –  | g.t. | 3R | –  | KF |
| US Open         | 1R | –  | W  | 2R | 2R | 2R | KF | 2R | – | –  | 3R | –  | W    | –  | –  | F  |

### Gemengd dubbelspel
| Australian Open | –  | – | KF | KF | 1R | –  | –  | 2R | –  | 5-4 |
| Roland Garros   | –  | – | –  | HF | –  | –  | –  | –  | 1R | 3-2 |
| Wimbledon       | –  | – | –  | W  | –  | 2R | 2R | 2R | –  | 8-2 |
| US Open         | 1R | W | –  | 1R | –  | –  | –  | –  | 1R | 5-3 |